# Forsmark, Storumans kommun
Forsmark är en by i Storumans kommun. Den ligger mellan sjöarna Gardiken och Umnässjön, ungefär 7 mil nordväst om Storuman. I Forsmark finns Gardikfors kraftstation.
SCB räknade Forsmark som en småort år 1990 och år 1995 men sedan 2000 har befolkningen varit färre än 50 personer och området räknas inte längre som småort.